# Aleksis Kivi

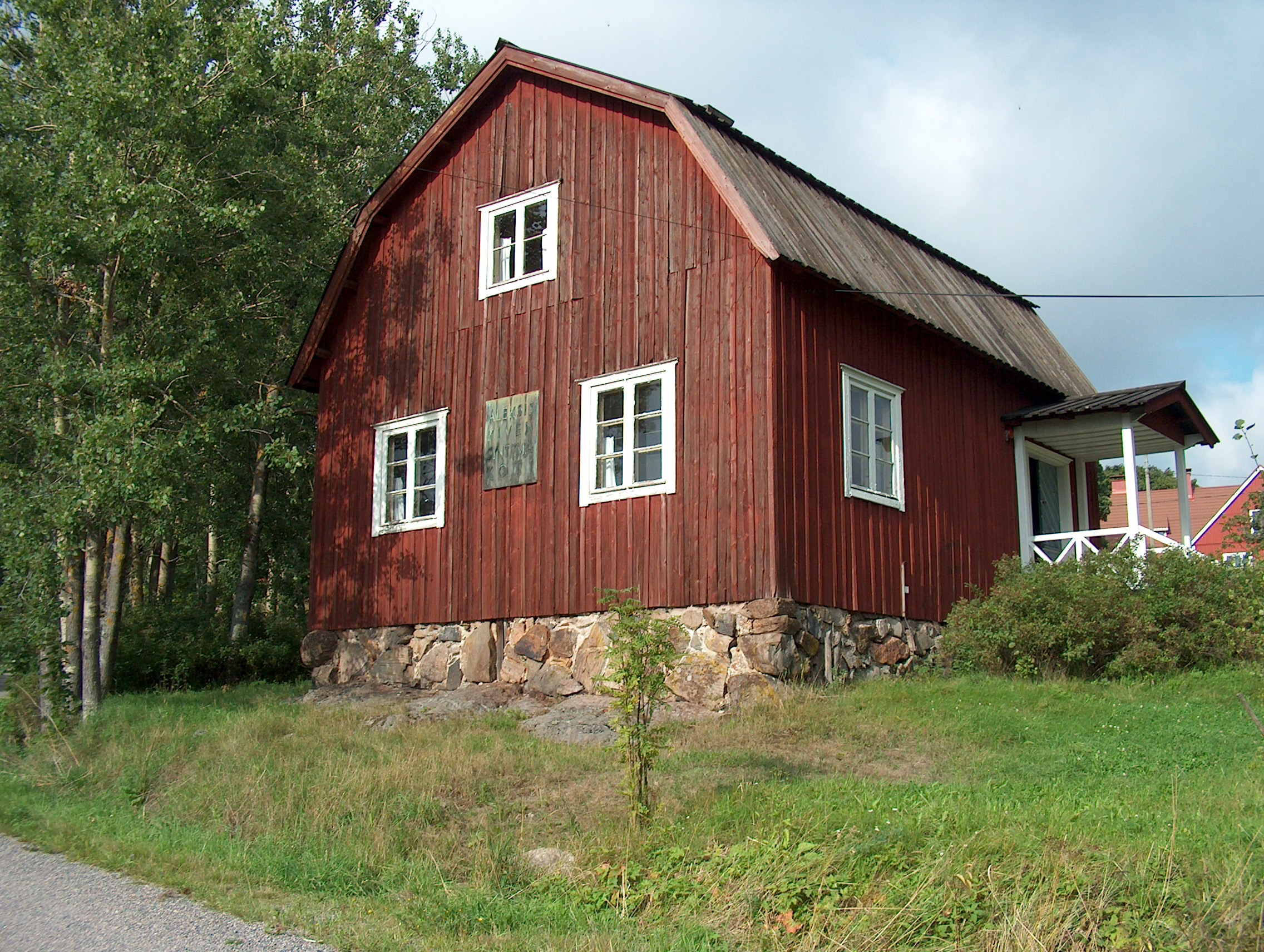
Kivi szülőháza Nurmijärviben

Aleksis Kivi, eredeti nevén Alexis Stenvall (Nurmijärvi, 1834. október 10. – Tuusula, 1872. december 31.) finn író, a finn dráma és regényírás atyja, Mikael Agricola és Elias Lönnrot mellett a finn nyelvű irodalom egyik megteremtője.

## Életpályája
Kivi Helsinkitől kb. 50 km-re északra Nurmijärviben született negyedik – legkisebb – fiúgyermekként. Egyetlen húga fiatalon meghalt. Apja, Eerik Stenvall, jegyzőként is tevékenykedett falujukban. Anyja – Annastiina Hamberg – a pietizmus szellemét hozta a családba. A család finn nyelvű volt, de svéd nyelven is boldogultak. Aleksis jól beszélt svédül.
Érdemes megemlíteni a sokszínű rokonságból apai ágon a tengerész nagyapát, illetve a nagybácsit, aki hírhedt rabló volt a környéken, míg anyja bátyjai kovács és építőmesterek voltak, akik a helyi templom restaurálását is végezték.
A betűvetést Nurmijärviben a jeles iskolamesternél – Malakias Costiandernél – tanulta, aki később a Hét testvér papjának modelljéül szolgált. 1847-ben szülei Helsinkibe küldték tanulni Malakias Costianderhez, aki az oktatásban a svéd nyelv mesteri használatára helyezte a hangsúlyt. Később, az egyetemen is tanító Fredrik Cygnaeus vezette iskolába járt, ahol – részben a folyamatos nélkülözés miatt – nehezen vette az akadályokat. A helyzet akkor sem javult, amikor magántanuló lett. Ebben az időben sikertelenül udvarol szállásadója lányának.
Egyik első irodalmi próbálkozása a Lakodalmi tánc Ljunghedenben (Bröllopsdansen på Ljungheden) című komédiája megnyerte Fredrik Cygnaeus tetszését. Ez semmiképp nem lehetett Kivi kárára, amikor a nagy nehezen elvégzett középiskola után a Cygnaeusnál tett privát vizsga alapján felvételt nyert a Helsinki Egyetemre. Ő volt egyébként az utolsó, akit ilyen módon vettek fel az egyetemre.
Ennek az időszaknak meghatározó kulturális áramlata a finn nemzeti ébredés. Lönnrot nyomdokain a fiatal (többségükben svéd anyanyelvű) intellektuelek népdalgyűjtő utakra jártak, az érdeklődés a finn nyelv és a finn kultúra felé fordult. Az Yrjö Koskinen vezette Finn Párt befolyása egyre erősödött. Kivi a párt szócsövének számító Irodalmi Havilap (Kirjallinen kuukauslehti) szerkesztője lett és jó kapcsolatban volt a fiatal fennománok jeles képviselőivel. Olyan támogatókat tudhatott maga mögött, mint Cygnaeus és Snellman, akik az állandó anyagi gondokkal küzdő Kivit pénzzel is segítették. Barátai a svéd anyanyelvű fiatal fennománok közül kerültek ki: Robert Svanström, Edmund Palmqvist, Thiodolf Rein (későbbi rektor), a Lindfors testvérek és az újságíró Emil Nervander, aki később Kivi kultuszának megteremtéséért sokat tett. Barátai kiemelkedő tehetségnek tartották, és anyagilag is segítették a – végül be nem fejezett – egyetemi tanulmányait. Ugyanakkor a Finn Párt konzervatív szárnyán befolyásos ellenfelei is voltak; August Ahlqvist és Agathon Meurman.
Ebben az időben gyakori volt, hogy svéd nevű, de finn nyelven alkotó költők finn hangzású irodalmi álnevet vettek fel. A fiatal Alexis Stenvall az irodalmi életben Aleksis Kivi (sten = kivi = kő) néven jelent meg. Első sikereit színműveivel érte el. 1860-ban elnyerte a Finn Irodalmi Társaság díját Kullervo című drámájával. 1863-ban Helsinkitől nyugatra, a svéd nyelvű Siuntioba költözött, ahol bátyja – Juhani – földet bérelt. Élete hátralévő részében javarészt itt élt és alkotott egyik támogatójánál, Charlotta Lönnqvistnél.
1864-ben jelent meg a finn színházak repertoárján máig rendszeresen szereplő A pusztai vargáék (Nummisuutarit). A mű témája a varga fiának – Eskonak – sikertelen és kissé tragikomikus nősülési kísérlete. A színdarab számos mondata szállóigévé vált. Hasonló témát dolgoz fel az 1866-ban megjelent Eljegyzés (Kihlaus). Ebben az intenzív alkotó periódusban írja az Éjszaka és nappal (Yö ja päivä) Szökevények (Karkurit) és a Sörkiruccanás Schleusingenbe (Olviretki Schleusingenissä) című színdarabokat és Hangafüves rét (Kanervala) című verseskötetét, illetve publikál egy versciklust a Kirjallinen kuukauslehtiben. Megjegyzendő, hogy költészetét csak a XX. században kezdték értékelni, kortársai kidolgozatlannak találták verseit.
Későbbi drámái a Lea, a Leo és Liina (Leo ja Liina), a Canzio a Selma intrikái (Selman juonet) az Alma és a Margareta. Ezek közül különös jelentőségű a bibliai témájú Lea melynek, bemutatóját a finn nyelvű színjátszás kezdetének tekintenek. Az 1869. május 10-i bemutatóra a rossz idegállapotban lévő Kivi nem ment el. A címszerepet a finnül egy szót sem tudó svéd színésznő Hedvig Charlotte Raa játszotta, aki teljes szöveget szóról szóra tanulta meg.

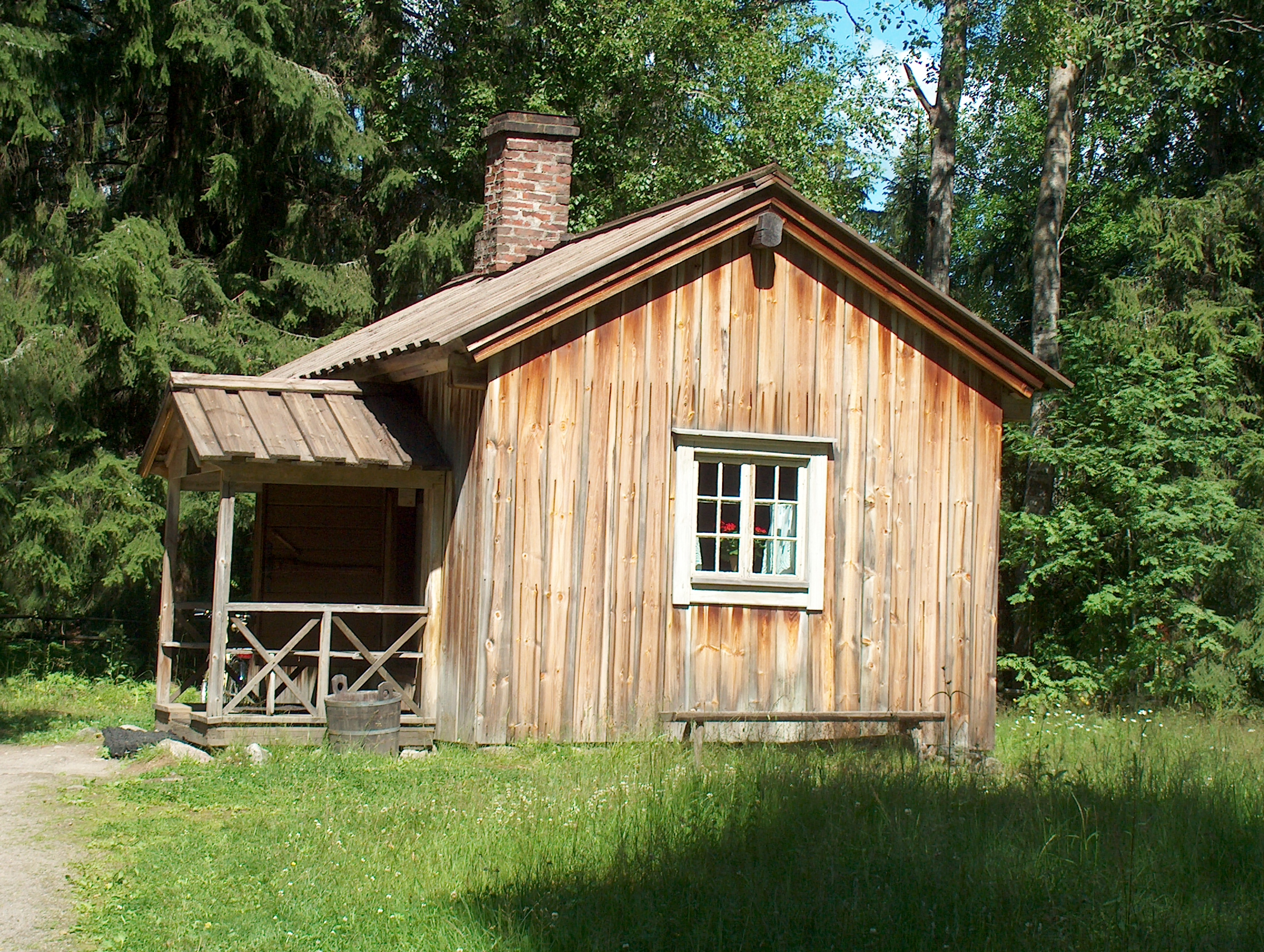
A kunyhó Tuusulában, ahol Kivi meghalt

Kivi legjelentősebb alkotása a Hét testvér (Seitsemän veljestä) hosszú évek munkájával 1869-ben készült el, és a következő évben, négy füzetben jelent meg. Könyvalakban való megjelenését azonban gátolta August Ahlqvist vitriolos kritikája. A nagy tekintélyű irodalmár és egyetemi tanár indulatos fellépése elbizonytalanított a könyv kiadását már elhatározó Finn Irodalmi Társaságot, így a Hét testvér könyvalakban csak néhány hónappal Kivi halála után 1873-ban jelenhetett meg.
Talán a regény kiadásának nehézségei is hozzájárultak ahhoz, hogy az író idegállapota gyorsan romlott. 1870-ben tífuszon és delíriumon esett át, majd 1871-ben elmegyógyintézetbe került Lapinlahtiban. Itt „melankóliát” állapítottak meg nála. A rendelkezésre álló írásos dokumentumok alapján Kalle Achté a betegséget skizofréniának tartja, amit az izgalmak tovább rontottak. 1872-ben gyógyíthatatlannak nyilvánították, és az intézetből elbocsátották. Bátyja – Albert – fogadta be tuusulai házába, ahol az év utolsó napján meghalt. Állítólag halálos ágyán még felkiáltott: „minä elän” ami azt jelenti: élek, de azt is, hogy élni fogok. A sors kegyetlen fintora, hogy sok-sok évvel később egy rabló azért ölte meg az egész életében nélkülöző Kivit utolsó hónapjaiban gondozó Albert Stenvallt és feleségét, mert meg akarta kaparintani Kivi rejtett – nem létező – pénzét.

## Emlékezete
Halála után hírneve gyorsan növekedett. Életrajzát V. Tarkiainen írta meg. Mára Kivi helye a finn irodalmi panteonban megingathatatlan.

## Művei

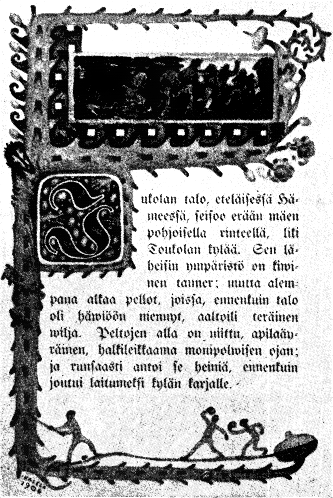
A Hét testvér első oldala

### Főbb művei
- Lakodalmi tánc Ljunghedenben Bröllopsdansen på Ljungheden
- A pusztai vargáék Nummisuutarit (1864)
- Kullervo (1864)
- Eljegyzés Kihlaus (1866)
- Sörkiruccanás Schleusingenbe Olviretki Schleusingenissä (1866)
- Hangafüves rét Kanervala (1866) versek
- Éjszaka és nappal Yö ja Päivä (1867)
- Leo és Liina Leo ja Liina (1867)
- Szökevények Karkurit (1867)
- Canzio (1868)
- Alma (1869)
- Selma intrikái Selman juonet (1869)
- Lea (1869)
- Hét testvér Seitsemän veljestä (1870)
- Margareta (1871)

### Művei magyarul
- Lea – Fordította: Halász I. – Szilasi M. (1876)
- Kivi Elekː A pusztai vargáék. Népvígjáték; ford. Somkuti [Zolnai Gyula]; Franklin, Bp., 1929 (Olcsó könyvtár)
- Hét testvér; ford. Kodolányi János, átnézte Faragó József, Aini Ahtia; Stádium, Bp., 1942
- A hét testvér. Regény; ford., utószó Rácz István, versford. Képes Géza; Új Magyar Kiadó, Bp., 1955

### Versek a következő antológiákban
- Északi fény : műfordítások finnből / ford. Bán Aladár et al. (1938)
- Északi csillagok : finn rokonaink költészete / szerk. és magyarázatokkal ellátta Kodolányi János és Képes Géza ; Fáy Dezső rajzaival. (1943)
- Északi lant / ford. Somkuti [álnéven Zolnai Gyula] (1943)
- Finn versek és dalok / vál. és ford. Képes Géza (1959)
- Finn költők antológiája / vál., szerk., előszó, jegyz. Fábián László. Ford. Ágh István, Bán Aladár at al. (1973)